# Пап (цар Великої Вірменії)
Пап (вірм. Պապ) (353–374) — цар Великої Вірменії. Син Аршака II. Представник династії Аршакідів.

## Життєпис
368 року перський цар Шапур II відрядив свої війська до Вірменії. Армію очолювали вірменські міністри Гхак та Артаван, які перейшли на бік персів. Цариця Парандзем, довідавшись про напад, зі своїм сином, принцом Папом, сховалась у фортеці Артагерс. Після тривалої облоги Гхак та Артаван вирішили залишити персів та перейти на бік цариці Парандзем. Раптовою атакою обложені вірмени розбили перську армію та зняли облогу фортеці. Принц Пап вирушив до Рима.
Імператор Валент, отримавши прохання вірменів зробити Папа царем та не бажаючи порушити угоду з Овіаносом, наказав полководцю Теренту поставити Папа на чолі уряду, але дав тому мало військ. Перси спорядили нове військо на чолі з полководцями Зиком і Кареном. Пап був змушений тікати до узбережжя Чорного моря, а перси зайняли фортецю Артагерс і взяли в полон царицю Парандзем. Того ж 369 року, зрадники князі Меружан Арцруні й Ваган Маміконян, завоювали великі вірменські міста: Арташат, Вагаршапат, Єрвандашат, Зарехаван, Зарішат і Ван.
Імператор Валент 370 року відрядив до Вірменії армію, яку очолив його полководець Арінтеос. Пап знову зійшов на вірменський трон. Наступного 371 року, побачивши готовність персів вторгнутись до Вірменії, імператор Валент знову відрядив туди війська. Під Багаваном римські та вірменські війська перемогли ворога. Вірменських воїнів очолював син Васака Маміконяна, спарапет Мушех Маміконян. Ця перемога зрештою дала Папу можливість зміцнити свою владу, й упродовж кількох років займатись розв'язанням внутрішніх проблем країни.
Насамперед Пап повернув території на околицях держави, які було втрачено за часів правління Аршака.
Цар Пап перейшов до проблем церкви. Попередні царі іноді сперечались із церквою, навіть іноді убивали католикосів, але ніколи не претендували на майно церкви. Пап зробив це першим. Він припинив сплачувати податки церковникам, забрав більшу частину земель, що належали церквам ще за часів Трдата. Такі кроки, звичайно, спричинили обурення церковників. Історики V століття навіть оголошували Папа божевільним і поширювали чутки про те, що нібито католикоса Нерсеса отруїв Пап, проте за описами Фавстоса Бюзанда, у католикоса могла бути й хвороба. Зовсім інакше Папа змальовував римський історик Амміан Марцеллін: він вважав його розумним та відважним царем. Насправді у IV столітті серед вірменських царів, Пап був більш вільнодумним, яскравим, кроки якого були вчасними для возз'єднання країни та розв'язання її внутрішніх проблем.
Пап розумів, що римляни будуть партнерами вірменів доти, поки вірмени будуть додержуватись їхніх правил. Тому Пап вирішив створити зв'язок із персами, але римлянам це не сподобалось. Вони стежили за кожним кроком Папа. Імператор запросив Папа до себе ніби на перемовини, але потім, у Кілікії, в місті Тарсон, Папа з його свитою було заарештовано. Папу із трьомастами воїнами вдалось втекти до Вірменії. Після цього імператор наказав полководцю Траяносу, який того часу був у Вірменії, ліквідувати Папа. Траянос запросив Папа на пир і там убив.